# Freezing
Freezing (フリージング?, Furījingu) è un manga scritto da Dall-Young Lim e disegnato da Kwang-Hyun Kim, due autori sudcoreani solitamente realizzatori di manwha.
La serializzazione del titolo è cominciata nel 2007 sulla rivista Comic Valkyrie. A partire dall'8 gennaio 2011 e fino al 2 aprile, è andato in onda in Giappone l'adattamento anime, di 12 puntate. A fine marzo 2013 è stata annunciata una seconda stagione dell'anime, Freezing Vibration (フリージング ヴァイブレーション?, Furījingu Vaiburēshon), che ha debuttato il 4 ottobre 2013 e si è conclusa il 20 dicembre dello stesso anno.
Da novembre 2011 fino al marzo successivo è stato serializzato su Comic Valkyrie lo spin-off Freezing: First Chronicle, che ha come protagonista Chiffon Fairchild, mostrata durante il suo primo anno all'accademia. Da maggio, sulla stessa rivista, è pubblicato il nuovo spin-off Freezing:Zero, che racconta la storia di Kazuha Aoi nei primi cinque capitoli, per poi dedicarsi al passato dei personaggi più importanti. Nell'aprile 2013, sempre su Comic Valkyrie, è iniziato il terzo spin-off, Freezing Pair Love Stories, che vede So-Hee Kim ai disegni, al posto di Kwang-Hyun Kim.

## Trama
Nell'XXI secolo la Terra è stata attaccata da misteriose creature denominate Nova e provenienti da un'altra dimensione. Per combatterle vengono usate delle guerriere geneticamente modificate chiamate Pandora. Ciascuna Pandora è accompagnata da un Limiter, un ragazzo che possiede la capacità di 'congelare' i movimenti di chiunque in determinate porzioni di spazio (e di neutralizzare l'analogo potere posseduto dai Nova), in modo da bloccare il nemico che così risulta alla mercé della guerriera.
Kazuya Aoi, un giovane che ha perso la sorella, una Pandora estremamente potente, in un grande scontro con i Nova, giunge nell'accademia West Genetics, dove vengono addestrati Pandora e Limiter, intenzionato a fare sua la causa dell'amata sorella. Qui incontra una misteriosa e bellissima ragazza, Satellizer el Bridget, Pandora fortissima e assai temuta causa il suo comportamento freddo e scostante. Unito al fatto che non vuole essere toccata da nessuno, le hanno dato il soprannome di "regina intoccabile".
Kazuya resta subito affascinato dalla ragazza e cerca in tutti i modi di diventare il suo Limiter. E anche Satellizer, sorprendendo pure se stessa, non resta indifferente al giovane. La loro vita all'accademia si dimostrerà subito assai movimentata, non solo per gli attacchi dei Nova, ma anche a causa dei numerosi scontri tra Satellizer e le altre studentesse.

## Personaggi diFreezing

Satellizer nella sigla iniziale di Freezing Vibration

- Kazuya Aoi; giunge all'accademia West Genetics per seguire le orme della sorella, Pandora morta eroicamente in una delle prime battaglie contro i Nova. La prima volta che vede Satellizer, la scambia per la sorella e la intralcia, facendole perdere un combattimento. Vorrebbe scusarsi e tutti lo sconsigliano, dato il carattere freddo e brutale della Bridget. Kazuya invece insiste e comincia a scoprire come, dietro una fredda e cinica corazza, in Satellizer ci sia una personalità dolce e affettuosa.

- Satellizer el Bridget; la protagonista della storia. Ragazza inglese estremamente bella e forte, la migliore del secondo anno dell'accademia, ha un carattere ombroso, freddo e solitario, nonché cinico e violento, motivo per cui tutti la evitano e non ha un Limiter. Per il suo comportamento, è stata soprannominata "la regina intoccabile". Solo Kazuya riuscirà a fare breccia nel cuore della ragazza (diventando l'unico da cui si lascia toccare) e lei stessa non saprà spiegarsi perché si fida di lui. Possiede sei Stigmate, che appartenevano alla sorella di Kazuya e la sua Arma Volt è una spessa spada. Entrerà a far parte del Team-13.

- Rana Linchen; giovane allegra e simpatica proveniente dal Tibet, nata con le Stigmate già presenti, viene iscritta alla West Genetics per diventare una Pandora e trovare un Limiter che le faccia anche da anima gemella. Poco abituata alla vita di città, si innamora di Kazuya e cerca di farlo diventare il suo Limiter, scontrandosi per questo con Satellizer. Per via del suo talento, viene assegnata al Team-13.

## Terminologia
Pandora
Ragazze geneticamente modificate mediante l'inserimento di tessuti speciali derivanti da quelli dei Nova.
Tali tessuti sono chiamati Stigmate e di solito sono posizionati artificialmente sulla schiena.
Ma esistono anche individui che sono nati con questi tessuti misteriosamente già presenti, come Linchen e i fratelli Aoi.
Le Pandora possiedono forza, velocità e resistenza superiori alla norma, possono rigenerare ferite che sarebbero mortali per chiunque altro, evocare armi che variano a seconda della persona e che sono chiamate Armi Volt.
Inoltre hanno il controllo di particolari molecole chiamate Volt Texture, che usano per creare, e all'occorrenza riparare, le loro uniformi.
Le Pandora più esperte possono creare anche un'armatura denominata Pandora Mode, che aumenta le loro capacità e permette di resistere al congelamento provocato dai Nova.
Tuttavia il tempo di utilizzo di questa armatura è limitato e il suo uso è permesso solo nei combattimenti contro i Nova, mai negli allenamenti contro altre Pandora.
Limiter
I partner maschili delle Pandora.
Hanno la capacità di annullare il congelamento dei Nova e di bloccarli a loro volta, spianando così la strada alle loro partner.
Perché la cooperazione tra Pandora e Limiter sia perfetta, i due devono avere profonda fiducia l'uno nell'altra.
Per questo tra Limiter e Pandora esistono sempre rapporti di grande stima e amicizia, e spesso anche di amore.
Più il Limiter è giovane, maggiore sarà la sincronia, per questo i Limiter sono sempre di uno o due anni più giovani delle Pandora.
Ereinbar Set
Particolare organo situato in profondità tra i neuroni.
Tramite una cerimonia chiamata iniziazione o battesimo, la Pandora e il Limiter sincronizzano i loro Ereinbar diventando così una sola mente e un solo corpo, e agiscono perfettamente all'unisono.
Cavalieri
È un'organizzazione militare a carattere internazionale, creata per gestire le Pandora. Ha sotto il suo diretto controllo l'élite delle Pandora, composta da guerriere al quarto anno e con grandi capacità. Il quartier generale dei Cavalieri si trova nel Gran Canyon, e il loro capo inizialmente era Raddox Phantomime, destituito dopo l'undicesimo scontro con i Nova.
Carnival
Uno scontro annuale che si svolge all'interno delle accademie Genetics per stabilire la gerarchia delle Pandora. Tale gerarchia può essere decisa solo all'interno del Carnival, quindi i combattimenti esterni ad esso non hanno valore.
Progetto Pandora-E
Tale progetto, sviluppato dalla scienziata Scarlett Ohara, doveva creare una nuova generazione di Pandora partendo da persone normali, prive di compatibilità con le Stigmate, che avrebbero dovuto acquisire tramite l'iniezione di una medicina denominata Mark IV. Il progetto era stato approvato dai Cavalieri dopo il decimo scontro con i Nova, il cui cambio di strategia aveva portato la necessità di aumentare il numero delle Pandora. Tuttavia, la decisione è stata accompagnata da polemiche sia etiche, giacché si usavano esseri umani come cavie, che militari, perché i risultati delle Pandora-E erano di gran lunga inferiori rispetto a quelli delle Pandora tradizionali. Le Pandora-E sono tutte ragazze povere che hanno aderito all'iniziativa di Ohara in cambio di aiuti. In seguito si è scoperto che il progetto era solo una copertura per il vero scopo di Ohara, ovvero creare numerosi cloni di Maria Lancelot. Dopo i fatti dell'undicesimo scontro con i Nova, il progetto delle Pandora-E è stato accantonato e sostituito col progetto Valkyrie.
Progetto Valkyrie
Ideato da Gengo Aoi, tale progetto ha lo stesso scopo di quello delle Pandora-E, ovvero creare una nuova generazione di guerriere che non devono essere compatibili con le Stigmate, e quindi in teoria è accessibile a tutti. Venti anni prima degli eventi correnti, Gengo aveva presentato al suo principale finanziatore, Howard el Bridget, una serie di progetti per contrastare i Nova, e i migliori furono proprio quelli delle Pandora e delle Valkyrie. Aoi, consapevole dei rischi legati alle Stigmate, avrebbe preferito le Valkyrie, ma El Bridget scelse di puntare sulle Pandora.
Il progetto Valkyrie utilizza una versione artificiale delle Stigmate, chiamata "Injection Stigma" (oppure sistema IS) per la produzione di armi Volt e non presenta gli effetti collaterali della corrosione.
Team-13
Gruppo composto dalle Valkyries e dalle Pandora più forti del terzo anno, ovvero Satellizer el Bridget, Rana Linchen, Cassie Lockheart, Roxanne Elipton e Charles Bonaparte. Il loro comandante è Su-Na Lee.
Nova
Misteriosi alieni extra-dimensionali. Alcuni sono giganteschi, altri poco più grandi di una persona.
Solitamente attaccano tramite lunghi, sottili e affilati tentacoli, possiedono la capacità di "congelare" i loro avversari e gli ultimi esemplari hanno dimostrato di saper anche sparare dei micidiali raggi al plasma.
I loro attacchi un tempo avvenivano ogni otto anni, per poi farsi più frequenti.
Negli ultimi tre attacchi si è assistito ad un'evoluzione della loro strategia: nel decimo scontro hanno assimilato delle Pandora per poi mandarle all'attacco controllandole a distanza con una apposita Stigmata. Mentre nell'undicesima battaglia (dove i Nova per la prima volta non sono arrivati da un'altra dimensione, ma sono nati nella nostra, dal corpo stesso di alcune Pandora) hanno usato la stessa strategia, stavolta però generando dal proprio corpo degli esseri simili alle Pandora. Tuttavia i cambiamenti più radicali sono avvenuti durante il 12º scontro, nel quale sono apparsi dei nuovi esemplari di Nova, caratterizzati da un corpo umanoide (più grande di quello di una persona ma molto più piccolo rispetto ai Nova precedenti), con una testa a forma di becco e che possiedono forza, agilità e velocità assai elevate. Inoltre sono molto feroci, perché dilaniano e fanno a pezzi gli avversari. Tali Nova durante la battaglia sono stati guidati da un esemplare ulteriormente nuovo, con le fattezze di una splendida ragazza.

## Volumi
| Prima parte (14 volumi)   |                   |                        |
| 1                         | 26 ottobre 2007   | ISBN 978-4-86032-474-2 |
| 2                         | 30 aprile 2008    | ISBN 978-4-86032-570-1 |
| 3                         | 30 ottobre 2008   | ISBN 978-4-86032-650-0 |
| 4                         | 10 aprile 2009    | ISBN 978-4-86032-739-2 |
| 5                         | 12 luglio 2009    | ISBN 978-4-86032-787-3 |
| 6                         | 28 ottobre 2009   | ISBN 978-4-86032-829-0 |
| 7                         | 29 marzo 2010     | ISBN 978-4-86032-898-6 |
| 8                         | 25 agosto 2010    | ISBN 978-4-86032-964-8 |
| 9                         | 30 ottobre 2010   | ISBN 978-4-86032-993-8 |
| 10                        | 22 febbraio 2011  | ISBN 978-4-7992-0029-2 |
| 11                        | 27 luglio 2011    | ISBN 978-4-7992-0108-4 |
| 12                        | 27 ottobre 2011   | ISBN 978-4-7992-0151-0 |
| 13                        | 29 febbraio 2012  | ISBN 978-4-7992-0212-8 |
| 14                        | 27 aprile 2012    | ISBN 978-4-7992-0243-2 |
| Seconda parte (15 volumi) |                   |                        |
| 15                        | 29 agosto 2012    | ISBN 978-4-7992-0303-3 |
| 16                        | 2 novembre 2012   | ISBN 978-4-7992-0335-4 |
| 17                        | 29 gennaio 2013   | ISBN 978-4-7992-0377-4 |
| 18                        | 3 marzo 2013      | ISBN 978-4-7992-0402-3 |
| 19                        | 29 maggio 2013    | ISBN 978-4-7992-0429-0 |
| 20                        | 27 luglio 2013    | ISBN 978-4-7992-0454-2 |
| 21                        | 5 ottobre 2013    | ISBN 978-4-7992-0497-9 |
| 22                        | 21 dicembre 2013  | ISBN 978-4-7992-0521-1 |
| 23                        | 29 marzo 2014     | ISBN 978-4-7992-0562-4 |
| 24                        | 28 giugno 2014    | ISBN 978-4-7992-0599-0 |
| 25                        | 25 ottobre 2014   | ISBN 978-4-7992-0648-5 |
| 26                        | 25 dicembre 2014  | ISBN 978-4-7992-0675-1 |
| 27                        | 3 marzo 2015      | ISBN 978-4-7992-0704-8 |
| 28                        | 27 agosto 2015    | ISBN 978-4-7992-0783-3 |
| 29                        | 27 aprile 2016    | ISBN 978-4-7992-0892-2 |
| Terza parte (3 volumi)    |                   |                        |
| 30                        | 26 agosto 2016    | ISBN 978-4-7992-0946-2 |
| 31                        | 30 settembre 2017 | ISBN 978-4-7992-1078-9 |
| 32                        | 29 maggio 2018    | ISBN 978-4-7992-1151-9 |

## Episodi
| Nº                     | Giapponese 「Kanji」 - Rōmaji                                                                        | In onda          | In onda |
| Nº                     | Giapponese 「Kanji」 - Rōmaji                                                                        | Giapponese       |         |
| Freezing (12 episodi)  | |                  |         |
| 1                      | 「アンタッチャブルの女王」 - Sesshoku kinshi no joou                                                 | 8 gennaio 2011   |         |
| 2                      | 「パンドラモード」 - Pandora Moudo                                                                   | 15 gennaio 2011  |         |
| 3                      | 「電源を入れて加速」 - Dengen wo Irete Kasoku                                                        | 22 gennaio 2011  |         |
| 4                      | 「テンペストターン」 - Tenpesutotaan                                                                 | 29 gennaio 2011  |         |
| 5                      | 「彼女はラナLinchenです」 - Kanojo no na wa Rana Rinchen                                             | 5 febbraio 2011  |         |
| 6                      | 「陰謀」 - Inbou                                                                                     | 12 febbraio 2011 |         |
| 7                      | 「制裁」 - Seisai                                                                                    | 19 febbraio 2011 |         |
| 8                      | 「パンドラの女王」 - Pandora no Jou                                                                  | 26 febbraio 2011 |         |
| 9                      | 「東のゴッドスピード」 - Iisuto no shinsoku                                                          | 5 marzo 2011     |         |
| 10                     | 「NOVAフォーム」 - NOVA Foumu                                                                        | 12 marzo 2011    |         |
| 11                     | 「AMBUSH! Ravensbourneのヌクレオチド」 - Yougeki! Rebensuborun Nukureochido                          | 26 marzo 2011    |         |
| 12                     | 「サテライザーVS.パンドラ」 - Sateraizaa baasasu Pandora                                             | 7 aprile 2011    |         |
| OAV (6 episodi)        | |                  |         |
| 1                      | 「接触したいの♥メガネっ娘サテライザー」 - Sesshoshitai no♥Megane-musune Sateraizā                    | 29 marzo 2011    |         |
| 2                      | 「秘密がいっぱい♥初部屋入り」 - Himitsu ga Ippai♥Hatsu Heya-iri                                      | 27 aprile 2011   |         |
| 3                      | 「見えちゃうの♥過激すぎる身体測定」 - Mie Chau no♥Kageki Sugiru Shintai Sokutei                      | 25 maggio 2011   |         |
| 4                      | 「ゼネティックス水泳大会♥ポロリもあるよ」 - Zenetikkusu Suiei Taikai♥Porori mo aru yo                | 22 giugno 2011   |         |
| 5                      | 「見ちゃだめ♥パンドラ達の生着替え」 - Micha dame♥Pandora-tachi no Nama Kigae                         | 27 luglio 2011   |         |
| 6                      | 「暴走フリージング♥お姉さまたちの吐息が一杯」 - Bōsō Furījingu♥O Ane-sama-tachi no Toiki ga Ichi-hai | 24 agosto 2011   |         |
| Vibration (12 episodi) | |                  |         |
| 1                      | 「Pandora Returns」                                                                                  | 4 ottobre 2013   |         |
| 2                      | 「Evolution Pandora」                                                                                | 11 ottobre 2013  |         |
| 3                      | 「Mark IV」                                                                                          | 18 ottobre 2013  |         |
| 4                      | 「Mate」                                                                                             | 25 ottobre 2013  |         |
| 5                      | 「Noblesse Oblige」                                                                                  | 1º novembre 2013 |         |
| 6                      | 「Marionettes」                                                                                      | 8 novembre 2013  |         |
| 7                      | 「Spellbound」                                                                                       | 15 novembre 2013 |         |
| 8                      | 「Rebellion」                                                                                        | 22 novembre 2013 |         |
| 9                      | 「Traitor」                                                                                          | 29 novembre 2013 |         |
| 10                     | 「True Pandora」                                                                                     | 6 dicembre 2013  |         |
| 11                     | 「Nova Crash」                                                                                       | 13 dicembre 2013 |         |
| 12                     | 「Shaft of Light」                                                                                   | 20 dicembre 2013 |         |
| OAV (6 episodi)        | |                  |         |
| 1                      | 「Satellizer L. Bridget」                                                                            | 25 dicembre 2013 |         |
| 2                      | 「Scarlett O'Hara」                                                                                  | 29 gennaio 2014  |         |
| 3                      | 「Julia Munberk」                                                                                    | 26 febbraio 2014 |         |
| 4                      | 「Holly Rose」                                                                                       | 26 marzo 2014    |         |
| 5                      | 「Roxanne Elipton」                                                                                  | 25 aprile 2014   |         |
| 6                      | 「March Through The Snow」                                                                           | 28 maggio 2014   |         |